# Stierlauf

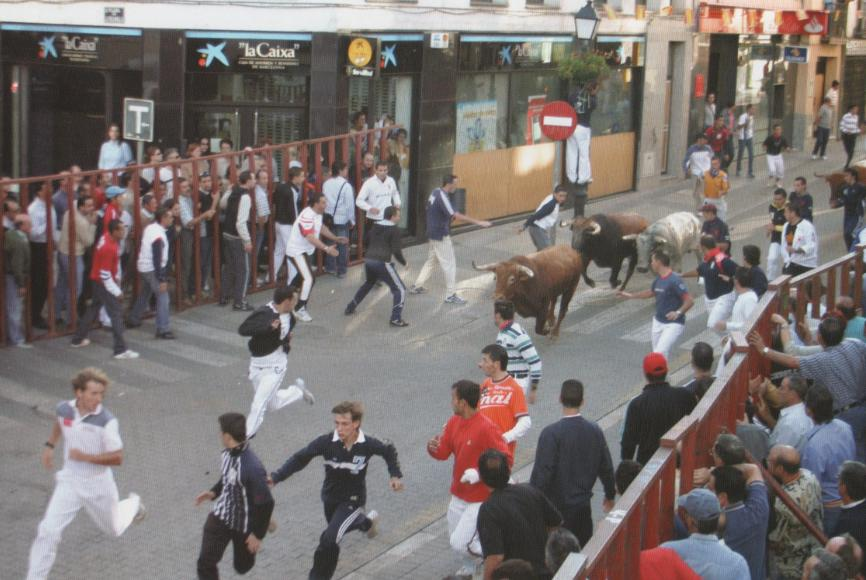
Stierlauf

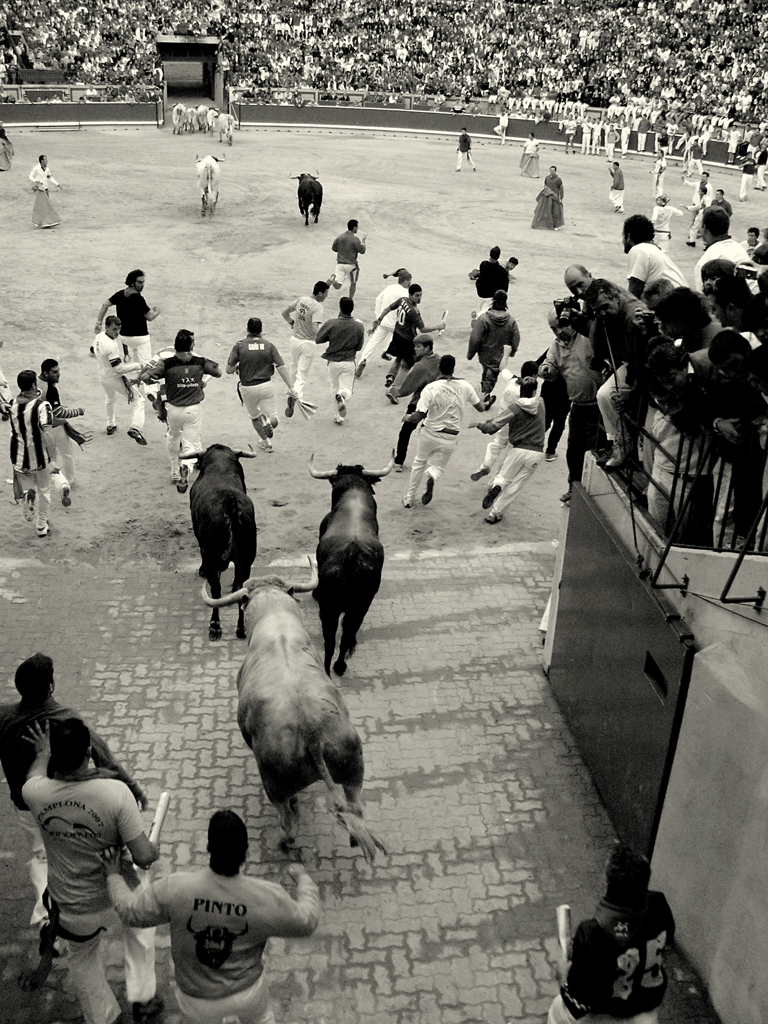
Ankunft der Stiere in der Arena

Beim besonders in Spanien verbreiteten Stierlauf (auch Stierrennen, Stierhatz oder Stiertreiben) werden Stiere über öffentliche Straßen und Plätze getrieben, wobei sich das Publikum beteiligen kann.

## Encierro
Beim Encierro ist das Ziel des Laufs in der Regel die Arena, wo die Stiere dann mehrere Stunden später bei einem Stierkampf getötet werden. Dazu werden an den Einmündungen der Seitenstraßen Barrikaden aufgestellt, damit die Stiere nicht von der Hauptroute abweichen können. Durch schmale Öffnungen können die (menschlichen) Teilnehmer des Stierlaufs auf die Straße treten, die Stiere treiben oder vor ihnen her laufen und sich auch wieder in Sicherheit bringen.
Am berühmtesten und international besucht ist der Stierlauf anlässlich Sanfermines in Pamplona, der im Mittelalter aus dem Hintreiben des Viehs zum Viehmarkt durch Metzgerburschen entstand. Er bot auch die Vorlage für die Beschreibung des Stierlaufes in Ernest Hemingways Roman Fiesta. Aus Protest gegen diesen Stierlauf veranstaltet die Tierrechtsorganisation PETA einen Nacktlauf.
Gegner des Stierlaufs kritisieren, dass die Tiere beim Encierro große Angst, Panik und Schmerzen durch Schläge, Stürze und die angeheizte Atmosphäre erleiden.
Seit 1924 wurden in Pamplona 15 Menschen beim Stierlauf getötet.

## Bous al Carrer

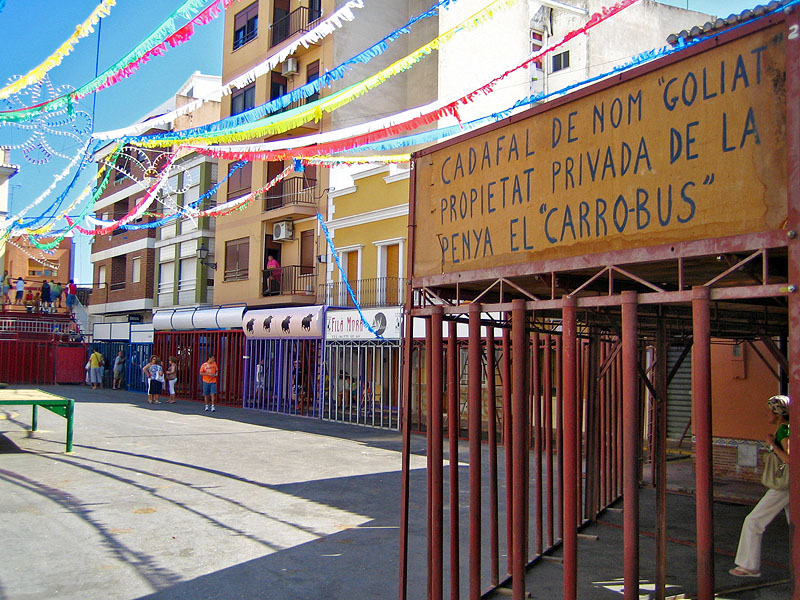
Gitterverschläge entlang der Strecke in El Verger

Eine im Süden Kataloniens und in der Region Valencia verbreitete Form des Stierlaufs sind die Bous al Carrer („Stiere auf der Straße“). Einzelne oder mehrere Stiere werden durch Straßen und Plätze getrieben und die menschlichen Teilnehmer laufen mit ihnen mit oder können sie in der Art eines Toreros mit einem Tuch o. ä. reizen. Verwendet werden sowohl Jungtiere (vaquillas oder novillos) als auch ausgewachsene Stiere. Entlang der Strecke sind häufig Gitterverschläge oder auf Plätzen Podeste aufgebaut, in bzw. auf denen die Teilnehmer und das Publikum Schutz suchen können. Anders als beim encierro werden die Stiere nicht später bei einem regulären Stierkampf (Corrida de Toros) getötet, sondern häufiger bei verschiedenen Bous al Carrer verwendet.
Bei diesen Stierläufen kommt es nicht selten zu Verletzten und Toten. Negative Berühmtheit erlangte der Stier Ratón (2000–2013), der in seiner Laufbahn insgesamt drei Menschen tötete und mehrere weitere verletzte.

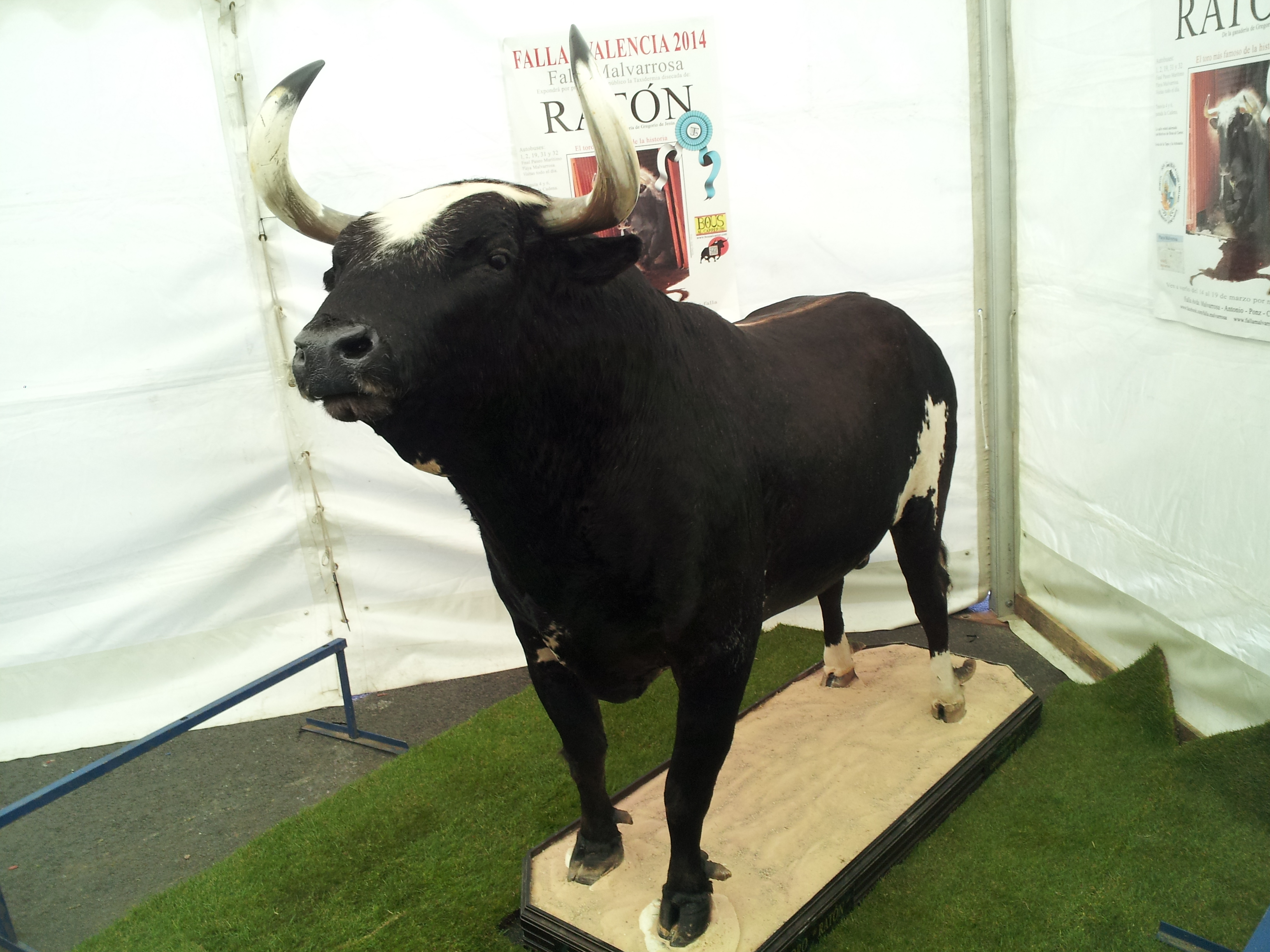
Der nach seinem natürlichen Tod präparierte Stier Ratón (2014)

Eine besonders umstrittene Variante ist der Bou embolat, der in der Dunkelheit stattfindet und bei dem auf den Hörnern des Tiers brennende Feuerkugeln angebracht werden.

## Belletristische Darstellungen
- Ernest Hemingway: Fiesta. Übersetzt von Annemarie Horschitz-Horst. Rowohlt-Taschenbuch-Verlag, Reinbek bei Hamburg 1999, ISBN 3-499-22603-0.
- James Michener: Die Kinder von Torremolinos. Übersetzt von Renate Welsh. Molden, Wien 1971, ISBN 3-217-00403-5.